# Maurits Hansen
Maurits Christophe Hansen (Modum, 5 juli 1794 – Kongsberg, 16 maart 1842) was een Noors schrijver, docent en schooldirecteur. Zijn boek Mordet på maskinbygger Roolfsen (1839) was een van de eerst gepubliceerde misdaadromans ter wereld.

## Biografie
Maurits Hansen werd in 1794 geboren in Modum als zoon van Carl Hansen (1757–1826) en Abigael Wulfsberg (1758–1823). Hij ging naar de Kathedraalschool van Oslo vanaf 1809 en nadat hij zijn Examen artium behaalde in 1814, werkte hij als onderwijzer in Trondheim en vanaf 1826 in Kongsberg. In oktober 1816 huwde hij met de lerares Helvig Leschly (1789–1874).
Hansen was lid van Det Kongelige Norske Videnskabers Selskab (Koninklijke Noorse Maatschappij der Wetenschappen en Letteren) in Trondheim, maar werd niet benoemd toen hij rond 1839 solliciteerde naar een functie als docent filosofie aan de Universiteit van Oslo.
Hij gaf boeken uit in verschillende genres en was een groot bijdrager tot de Noorse Romantische stroming. Zijn boek Mordet på maskinbygger Roolfsen (1839) was een van de eerst gepubliceerde misdaadromans ter wereld, twee jaar voor Edgar Allan Poe’s The Murders in the Rue Morgue (1841).

### Fictie
- Digtninger, samlede (1816)
- Luren. En Fortælling (in Morgenbladet 1819)
- Othar af Bretagne. Et Riddereventyr (1819)
- Digtninger, samlede 1825 (1825)
- Novellen (in Den norske Huusven 1827)
- Eventyret ved Rigsgrændsen (1828)
- Norsk Idylkrands (1831)
- Cicisbeatet (in Bien 1833)
- De trende Kusiner (in Bien 1835).
- Jutulskoppen. En norsk Kriminal-Fortælling (in Den Constitutionelle 1836)
- Den Forskudte (1838)
- Mordet på maskinbygger Roolfsen (1839)
- Tone. Maurits Hansens sidste Novelle (1843)
- Mauritz Hansens Noveller og Fortællinger (1855–1858)
- Brødrene. Hidtil utrykt Novelle (1866)

### Non-fictie (leerboeken)
- Forsøg til en Grammatik i Modersmaalet (1822)
- Practisk Veiledning i Modersmaalet (1825)
- Kortfattet latinsk Lexikon (1831)
- Omrids af Geographien til Brug for Begyndere, især i Borger- og Almueskoler (1831)
- ABC instructif pour apprendre aux enfants les éléments de la langue française (1833)
- Systematisk Fremstilling af det latinske Sprogs Combinationslære (1834)
- Skolegrammatik i det franske Sprog (1834)
- Almindelig Verdenshistorie fra de ældste indtil vore Tider (1838)
- Julies Brevsamling. Praktisk Veiledning til Brevstil for unge Fruentimmer (1840)